# Gangrai Szent Hüpatiosz
Gangrai Szent Hüpatiosz, vagy csodatévő Szent Hüpatiosz gangrai püspök, 4. században élt vértanú.

## Élete
Szent Hüpatiosz az egykori Gangrának (a mai Çankırı), az északi kisázsiai Paphlagonia egyházmegyéjének, püspöke volt I. Constantinus római császár idején. 
Hüpatiosz püspök 325-ben részt vett az első nikaiai zsinaton, később pedig tanításaival és isteni ihletettségű írásaival eretnekek sokaságát vezette el az igaz hitre. Egyházmegyéjében templomokat építtetett, amelyekben az általa tanított papok szolgáltak, városában pedig menedékházat és más jótékonysági intézményeket alapított. Főpásztori látogatásaira, Krisztus követőjeként, két szerzetessel együtt szamárháton utazott.
Életmódja hasonlított Keresztelő Jánoséhoz szerzetesként élte életét egy barlangba elvonulva, imádkozással vagy a Szent Írásról való elmélkedésével töltötte napjait. Egy ilyen magányos elvonulása idején fogalmazódtak meg benne későbbi írásai, többek között Salamon Bölcsességeinek magyarázatai is, amit egyik tanítványának, Gaiának ajánlott.
Hüpatiosz csodatevő híre eljutott Constantinus császárig is, aki Hüpatioszt megkérte, hogy jöjjön el konstantinápolyii székhelyére és szabadítsa meg egy kígyótól, ami a császár kincstára elé költözött, megakadályozva az oda való bejutást. A püspök a kígyót a kereszttel díszített botjával egy előkészített kemencébe hajította, ezáltal elpusztítva azt. Constantinus császár Hüpatiosz sikeres tettének elismeréseként parancsot adott, hogy a szent képmását véssék a kincstár ajtajára, valamint egyúttal felmentette Hüpatiosz székhelyét, Gangra városát az évente fizetendő fa és olajadója alól, ami súlyos teherként nehezedett eddig a város szegényeire. Azonban a császár mindezek ellenére továbbra is az ariánus eretnekség követője maradt.
Hüpatiosz egy másik ilyen csodatevő tette alkalmával barlangjába igyekezve, az őt gyűlölő eretnek novatiánusok csapdájába esett, akik a püspököt megtámadva, kövekkel, rudakkal és kardokkal kezdték ütlegelni. A félholtra vert püspökben még volt annyi erő, hogy az első vértanú szavait kimondja: "Uram, ne ródd fel nekik ezt a bűnt". Ekkor a gyűlölködők közül egy asszony halálos csapás reményében egy kővel halántékon ütötte. Ezután a bűntettet elkövetők, félve elfogásuktól, a testet elrejtették egy közeli szalmakazalba és elfutottak.
Egy idő múlva a mező tulajdonosa szénát akart vinni állatainak, és megdöbbenve látta, hogy természetfölötti fény borítja azt a helyet, ahol a testet elrejtették és egyúttal angyalok énekét hallotta. Amikor Gangra lakói ezt megtudták, eljöttek, hogy ünnepélyesen elvigyék a szent ereklyéit. 
Szent Hüpatiosz sírja később évszázadokon át volt a csodák forrása.